# Kościół Trójcy Przenajświętszej w Twereczu
Kościół Świętej Trójcy w Twereczu – kościół parafialny w Twereczu. 

## Historia
W 1501 roku zbudowano murowany kościół pod wezwaniem Trójcy Świętej. W latach 1501–1832 w Twereczu działał klasztor Kanoników Regularnych od Pokuty, zwanych "białymi augustianami".  W 1662 roku wojewoda trocki Mikołaj Stefan Pac zbudował nowy murowany kościół oraz klasztor.
W 1852 zbudowano nowy, drewniany kościół, na miejsce starego pochodzącego z 1501 roku. W 1862 roku odbudowano kościół po pożarze.
Dzięki staraniom proboszcza ks. Jonasa Burby w 1884 roku zaprojektowano nowy kościół, jednak władze nie wyraziły zgody na jego budowę.
W 1898 roku, kiedy na budowę kościoła już nie była potrzebna zgoda władz, inżynier B. Kokijevskis-Kozėla zaprojektował nowy, murowany kościół. W 1901 roku zburzono stary kościół, a nabożeństwa odprawiano na plebanii. 
W 1905 roku ks. Antanas Slapšys-Slapšinskas rozpoczął budowę nowego, murowanego kościoła, którego budowę ukończono w 1906 roku. Podczas I wojny światowej uszkodzone zostały wieże kościoła. Remont trwał do 1925 roku.
Na placu przy kościele rośnie stary dąb — zabytek przyrody; znajduje się też 8 zabytków sztuki. 

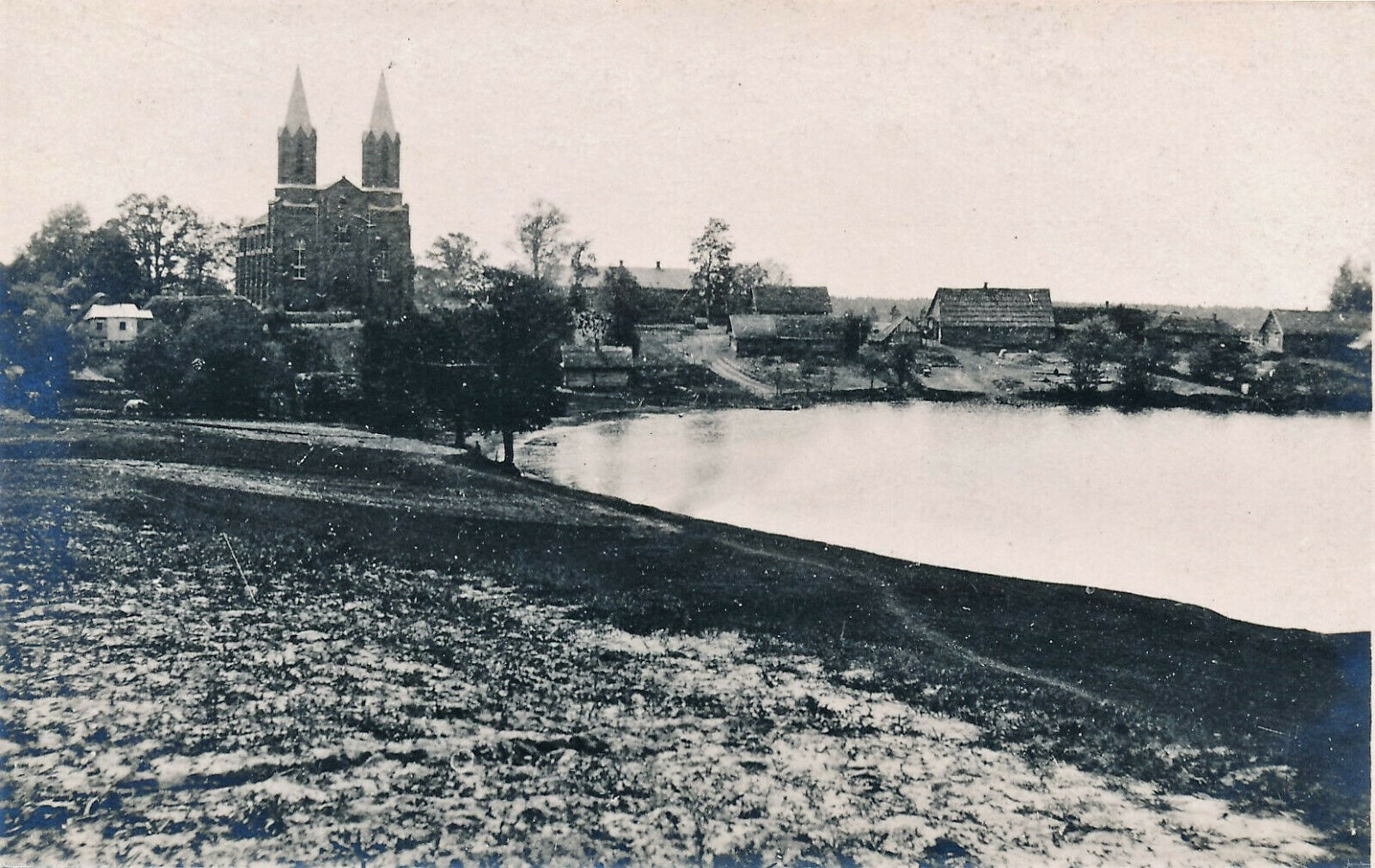
Kościół w okresie I wojny światowej

## Architektura
Kościół jest w stylu neogotyckim, na planie prostokąta, z dwiema wieżami i niższą apsydą. Wnętrze bazylikowe, trójnawowe.